# Richardt Gandrup
Christian Richardt Aasted Gandrup, född 22 januari 1885, död 24 september 1974, var en dansk författare.
Gandrup, som var folkskollärare i Aarhus, debuterade 1909 med diktsamlingen Unge Tanker och utgav sedan en rad diktsamlingar och prosaböcker samt verkade även som kritiker. Hans främsta arbete var romantrilogin Det øde Land, Tomme Steder och Ørkens Hyl (1914-15), tungsinta psykologiskundersökningar, värdefulla genom den övertygande teckningen av förhållandet mellan medvetet och undermedvetet i de skildrade personernas själsliv.